# 메스 과학공원
메스의 사이언스 파크는 도시의 남동쪽, 그리쥐 지역에 위치해 있다. 이곳은 낭시의 사이언스 파크에 이어 로렌에서 인력 면에서 두 번째로 큰 기술 센터이다. 250개 이상의 회사와 4000명의 사람들이 공원에서 일하고 있다.

## 역사
이 공원은 1983년 당시 시장이었던 장마리 라우쉬에 의해 조성되었다.
공원의 첫 이름은 "테크노폴 메스 2000"이었다. 이후 2002년에 "메스 테크노폴"로 이름이 변경되었다.

## 시설

### 교통

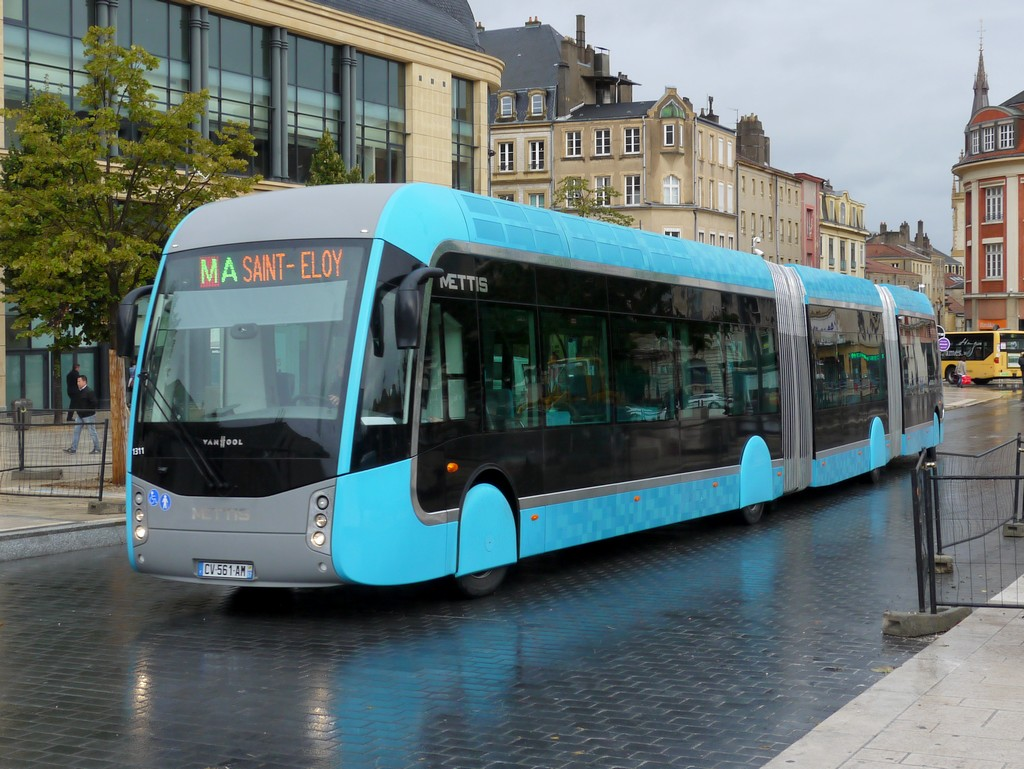
METTIS 차량

룩셈부르크, 독일, 벨기에와 매우 가깝고 교통 허브가 잘 되어 있어 큰 행사에 안성맞춤이다.
2013년부터 간선급행버스체계 네트워크인 METTIS가 사이언스 파크와 메스 시내를 연결하고 있다.

### 건물
이 공원에는 중요한 국제 시설들이 있다:
- 메스 국제 컨벤션 센터
- 세계 무역 센터
- 비즈니스 센터 CESCOM

## 교육
이 공원에는 특히 공학 관련 대학원들이 많이 위치해 있다:
- 국립고등공예학교 (ENSAM), 기계 및 산업 공학 학교
- 고등전기학교 (Supélec)
- 조지아 공과대학교의 유럽 캠퍼스인 조지아텍 유럽
- ESITC
- ENIM

로렌 대학교와 고등학교를 포함한 전체 학생 수는 약 4500명이다.

## 공원 및 레크리에이션
메스 18홀 골프 코스는 사이언스 파크 중앙에 위치해 있다. 특히 심포니 호수와 아리안 호수 주변에는 잘 관리된 다른 많은 녹지 공간이 있다.